# Desargues (månekrater)
Desargues er et nedslagskrater på Månen. Det befinder sig på den vestlige halvkugle på Månens forside nær den nordlige rand. På grund af denne placering får perspektivisk forkortning krateret til at synes aflangt, når det ses fra Jorden, og det er vanskeligt at skelne detaljer. Det er opkaldt efter den franske matematiker Gerard Desargues (1593 – 1662).
Navnet blev officielt tildelt af den Internationale Astronomiske Union (IAU) i 1964. 

## Omgivelser
Desargueskrateret ligger næsten stik syd for Pascalkrateret og sydøst for Brianchonkrateret. 

## Karakteristika
Dette krater er blevet stærkt eroderet og nedbrudt i tidens løb, hvilket har efterladt en lav, irregulær rand, som senere nedslag har omformet. Den har en bemærkelsesværdig udbuling mod nordøst og en lidt mindre langs den sydlige rand. Den sidstnævnte optræder som et aftryk af et spøgelseskrater i overfladen, liggende dels over den sydlige rand og med en rest af dets nordlige rand liggende i kraterbunden.
Udbulingen mod nordøst har også efterladt en rest af sin oprindelse i kraterbunden som en række lave bakker, der strækker sig fra nord til sydøst. De omslutter den nordøstlige trediedel af bunden og antyder, at der er tale om et overlappende krater. Desargues har selv et par kratere liggende over den østlige rand.
Kraterbunden er ellers jævn og er mest sandsynligt senere blevet dækket af lavastrømme eller aflejringer fra nedfaldet eller udkastet materiale. Det har udslettet meget af strukturen i kraterets indre, så der nu er højderygge og antydninger, hvor der engang var kraterrande. Andre mindre kratere trænger ind i randen: "Desargues M" danner en bule ind i den sydlige del og "Desargues A" ligger over den nordlige rand.

## Satellitkratere
De kratere, som kaldes satellitter, er små kratere beliggende i eller nær hovedkrateret. Deres dannelse er sædvanligvis sket uafhængigt af dette, men de får samme navn som hovedkrateret med tilføjelse af et stort bogstav. På kort over Månen er det en konvention at identificere dem ved at placere dette bogstav på den side af satellitkraterets midte, som ligger nærmest hovedkrateret. Desargueskrateret har følgende satellitkratere:
| Desargues | Længde  | Bredde  | Diameter |
| --------- | ------- | ------- | -------- |
| A         | 71,4° N | 75,3° V | 30 km    |
| B         | 70,7° N | 65,0° V | 50 km    |
| C         | 69,7° N | 78,4° V | 12 km    |
| D         | 69,3° N | 69,6° V | 11 km    |
| E         | 70,2° N | 67,4° V | 31 km    |
| K         | 68,5° N | 67,2° V | 10 km    |
| L         | 69,6° N | 82,2° V | 13 km    |
| M         | 68,4° N | 73,9° V | 30 km    |

## Måneatlas
- Billeder af Desargueskrateret i LPI-måneatlasset